# Veronika beschließt zu sterben
Veronika beschließt zu sterben (Originaltitel auf Portugiesisch: Veronika decide morrer) ist ein 1998 veröffentlichter Roman des brasilianischen Schriftstellers Paulo Coelho.
Der Roman erzählt die Geschichte der 24-jährigen Veronika, der es anscheinend an nichts fehlt und die sich dennoch entschließt, Selbstmord zu begehen. Der Versuch scheitert; sie wird in die psychiatrische Klinik „Villete“ eingewiesen. Hier prognostizieren die Ärzte ihr, dass sie innerhalb einer Woche an den Spätfolgen der Tablettenüberdosis sterben wird. Angesichts der ihr nur noch kurzen verbleibenden Zeit erlaubt sich Veronika endlich, so zu sein, wie sie es für richtig erachtet. Ein weiteres zentrales Thema ist die Verrücktheit und ihr paradoxes Verhältnis zur Normalität.

## Inhalt

### Hintergründe
Die Handlung beginnt am 11. November 1997 und endet am 18. Februar 1998 und spielt in Slowenien. Paulo Coelho verwendet neben diesen Datumsangaben weitere Realitätsbezüge. Zum einen erwähnt er Schauplätze in Ljubljana oder den slowenischen Dichter Prešeren, zum anderen findet der Roman vor dem Hintergrund der Konflikte nach der Teilung Jugoslawiens statt. Es finden sich einige Verflechtungen der Charaktere mit den Folgen der Unabhängigkeitserklärung Sloweniens und der Krisen in den Nachbarländern. Außerdem scheut Coelho sich nicht, gleich zu Beginn einen Selbstbezug herzustellen. Später erzählt er, wie er auf Veronikas Geschichte gestoßen sei. Dies alles fördert den Eindruck einer wahren Geschichte.
Tatsächlich verarbeitet Coelho nach eigenen Angaben seine Erfahrungen, dreimal von seinen Eltern in eine psychiatrische Klinik gebracht worden zu sein, weil sie seinen Wunsch, Künstler zu sein, nicht anerkannten. Dies ähnelt der Geschichte des Schizophrenen Eduard, welche dadurch einen besonders autobiographischen Zug erhält.

### Handlung
Der Roman beginnt mit Veronikas Selbstmordversuch mit einer Überdosis Schlaftabletten. Während sie auf ihren Tod wartet, fällt ihr zufällig ein Zeitungskommentar vom Schriftsteller Coelho auf: „Wo liegt Slowenien?“ Veronika beschließt, vor ihrem Tod noch einen Leserbrief an die Zeitung zu schreiben, da sie sich ärgert, dass niemand ihr Heimatland Slowenien kennt. Beim Verfassen des Briefes kommen ihr erste Zweifel an der Richtigkeit ihres Suizids, doch bald darauf beginnen die Schlaftabletten zu wirken. Sie wacht einige Tage später im berüchtigten Irrenhaus „Villete“ auf. Während einer Visite auf der Krankenstation wird ihr erklärt, dass die Schlafmittel einen Herzfehler hervorgerufen haben und sie nur noch einige Tage zu leben hätte. Die Gewissheit zu haben, erst in einigen Tagen zu sterben, ist für Veronika weitaus schlimmer als zu wissen, dass man in ein paar Minuten stirbt. Nun versucht sie alles, um an Medikamente zu kommen, damit sie nicht so lange warten muss.
Dabei macht Veronika in den folgenden Tagen die Bekanntschaft verschiedener Patienten, durch deren Erfahrungen sie allmählich sich selbst erkennen lernt und zunehmend wieder Lebenswillen schöpft. Ihr Schicksal des bevorstehenden Todes und die dadurch erweckte Lebensenergie regen auch die anderen Patienten dazu an, über ihr Leben nachzudenken, und wecken in manchen sogar den Wunsch, die Anstalt zu verlassen. Indes verliebt sich Veronika kurz vor ihrem vorausgesagten Tod in den Schizophrenen Eduard, mit dem sie gemeinsam aus „Villete“ flieht, um ihren Lebensabend zusammen zu verbringen. Doch auch am nächsten Tag lebt Veronika immer noch.
Es stellt sich heraus, dass der behandelnde Chefarzt und Klinikleiter Dr. Igor bei Veronika durch regelmäßige Spritzen Symptome von Herzanfällen hervorrief, um sie an ihren drohenden Tod glauben zu lassen. Er erhoffte sich davon, einen Beleg für seine eigenen Studien über Geisteskrankheiten zu erhalten, welche von der Idee eines Gifts ausgehen, dem er den Namen „Vitriol“ (Verbitterung) gab und das nur mit dem Bewusstsein des Lebens (hervorgerufen durch das Bewusstsein des Todes) bekämpft werden könne. Dr. Igors Vorgehen wird so im Schlussteil des Romans als ein unorthodoxer therapeutischer Trick enthüllt, der dazu dient, seiner Patientin Veronika die Lebensverbitterung und Lebensmüdigkeit zu nehmen und dadurch zu verhindern, dass sie ihren Selbstmordversuch wiederholt.

## Hauptfiguren

### Veronika
Veronika ist die Protagonistin des Romans. Sie entscheidet sich, Selbstmord zu begehen, weil sie ihr Leben zu eintönig findet und befürchtet, mit zunehmendem Alter würde sich nichts ändern, außer dass sie mehr Leid ertragen müsse. Hinzu kommt ein Gefühl von Ohnmacht, das sie auf Grund des Leids auf der Welt empfand.
Als Kind war Veronika eine begeisterte Klavierspielerin. Sie wünschte sich eine Karriere als Pianistin, doch ihre Eltern fanden das zu riskant und drängten sie zu einem Studium. Sie schaffte ihr Diplom, aber nahm eine schlecht bezahlte, dafür aber sichere Stelle in einer Bibliothek an. Bis zur Einlieferung in „Villete“ lebte Veronika in einem gemieteten Zimmer eines Klosters, da ihr die strengen Ausgangszeiten als Vorwand dienten, sich frühzeitig von ihren Liebhabern zu verabschieden. Derer hatte Veronika zwar einige, aber scheute stets tiefergehende Beziehungen, da sie sich viele Gefühle nicht eingestehen konnte. Ihre Unternehmungen mit Freunden und die Abende in Bars und darauf folgend den Betten ihrer Liebhaber wurden somit zur Routine, die sie glaubte, nicht anders durchbrechen zu können als durch Selbstmord.

### Zedka
In „Villete“ trifft Veronika als erstes auf Zedka. Zedka erklärt Veronika, dass Verrücktheit prinzipiell keine Krankheit sei und sie lohnend sein könne. Für ihre Zeit nach Villete wünscht sich Zedka, auch weiterhin verrückt zu bleiben, allein ihre Depressionen wünscht sie sich nicht wieder. Diese Depressionen hatten sie in die Klinik gebracht und ihr scheinbar geregeltes Leben aus der Bahn geworfen. In ihrer Jugend verliebte sie sich in einen verheirateten Amerikaner, reiste ihm nach und ließ sich auf eine Affäre ein. Als der Kontakt abbrach, durchlebte sie ihr erstes großes Stimmungstief. Mit der Zeit kam sie darüber hinweg, fand Arbeit und heiratete. Doch eines Tages nahm sie die Statue des Dichters Prešeren wahr und fand ihren Kampf um die Liebe des Amerikaners in seinen Werken wieder, die er einer ebenfalls hoffnungslosen Liebe gewidmet hatte. Es folgte der unmögliche Versuch, den Amerikaner wieder zu finden. Ihr Liebeskummer war danach noch schlimmer als zuvor und schließlich erlitt sie einen Nervenzusammenbruch. Bald darauf wurde sie nach „Villete“ gebracht.

### Mari
Zedka erzählt von einer Gruppe in „Villete“, die sich „Die Bruderschaft“ nennt. Es sind Patienten, die bereits geheilt sind, aber aus finanziellen Gründen geduldet werden. Sie schätzen die Freiheit, sich in der Anstalt verhalten zu können, wie sie wollen, ohne verurteilt zu werden, da sie ja schließlich verrückt seien. Eine von ihnen ist Mari. Sie wurde wegen Panikattacken eingeliefert. Ihren ersten Anfall hatte sie im Kino, darauf folgten immer häufiger stärkere und längere Anfälle. Ein Kollege empfahl ihr, sich behandeln zu lassen. Sie verlässt später Villete und ist fest entschlossen Straßenkindern zu helfen.

### Eduard
Am ausführlichsten wird die Geschichte Eduards erzählt. Erst Veronika schafft es, ihn mit ihrer Musik zu erreichen und sie verlieben sich ineinander. Kurz vor Veronikas vermeintlichem Tod erzählt Eduard von seiner Jugend als Diplomatensohn in Brasilien, wo er dem nüchternen Leben der Politikerstadt Brasília nichts abgewinnen kann. Nach einem schweren Fahrradunfall kommt er über das Buch eines Krankenpflegers auf die Idee, zu einem Heiligen zu werden, der seine Visionen vom Paradies der Menschheit mitteilt, und möchte daraufhin das Malen lernen. Als er aus dem Krankenhaus entlassen wird, schreibt er sich in einen Malkurs ein und kommt mit Künstlern zusammen. Seine Eltern machen ihm deutlich, dass sie für ihn eine Diplomatenkarriere vorgesehen haben und er im Namen ihrer Liebe die Malerei sein lassen soll. In der Zwickmühle zwischen Malerei und Elternliebe fängt Eduard an, sich aus der Realität zurückzuziehen. Die Ärzte diagnostizieren Schizophrenie, deren Ursache sie im Fahrradunfall vermuten. Als sein Vater wegen des Krieges in Jugoslawien als Botschafter zurückbeordert wird, sehen seine Eltern sich gezwungen, ihn nach „Villete“ zu bringen.

## Rezeption
Rainer Traub hebt in seiner Kritik im Spiegel hervor, der Roman erzähle „von elementaren Erfahrungen“, in denen sich die Leser „mit ihren eigenen Schwächen und Ängsten ebenso wie mit ihren Sehnsüchten und Träumen“ wiedererkennen würden. Coelho verarbeite auch hier wie in seinen anderen Büchern eigene Erfahrungen; die Auffassung des Klinikchefs, die einzig wirksame Medizin gegen Lebensmüdigkeit sei das Bewusstsein des Todes, das uns das Leben intensiver leben lassen würde, sei „eine paradoxe, aber schließlich erfolgsgekrönte Einsicht“. Die Rahmenkonstruktion des Romans sei zwar literarisch gesehen zweifellos eine Schwäche des Buches, dennoch sei Coelhos ’persönliche Legende‘ als unverwechselbarer Erfahrung und Bestimmung jedes Einzelnen ein wesentlicher Teil der Wirkung des Romans auf den Leser. Der Welterfolg dieses Buches liege darin begründet, dass Coelho „die traumatischen Erlebnisse und Rückschläge und die Glücksmomente seiner Biografie zu einer denkbar konzentrierten Botschaft“ verdichte.
Umberto Eco bezeichnete in einem Literaturgespräch mit Paul Coelho im Focus Veronika beschließt zu sterben als ein Buch, das ihm „gefallen“ und ihn „wirklich tief berührt“ habe.
Wolfgang Schneider kritisiert demgegenüber in seiner Rezension des Buches in der Frankfurter Allgemeinen Zeitung die literarischen Qualitäten des Romans, insbesondere dessen simplifizierte Erzählweise und begrenzte Aussagekraft. Coelhos Roman komme zwar keinesfalls „entrückt und abgeklärt daher“, obwohl er in der kalten Welt der Psychiatrie spiele, in der „Stromstöße und Insulinschocks verabreicht werden.“ Die dargebotenen Patientenbiografien, in denen Coelho seine eigenen Erfahrungen in psychiatrischen Anstalten verarbeite, würden dennoch alle einzig „die gleichen Anpassungszwänge offenbaren“. Der Roman sei „wie ein Lehrstück aufgebaut“ und arbeite mit dementsprechenden Vereinfachungen. Die Erzählweise sei „holzschnittartig“; der Einfachheitston der Fabeln und Märchen sei in diesem Roman allerdings dem „Einfachheitston der Lebenshilfebücher“ gewichen. Die Aussage des Romans beschränke sich im Wesentlichen darauf, dass die Normalen die Verrückten seien und wir alle mehr Mut zum Anderssein haben sollten. Obwohl Coelho über den Schauplatz Ljubljana wenig Essentielles zu sagen habe, sei es trotzdem eine passende Wahl, da die „Normalität“ in Ex-Jugoslawien brüchiger sei als andernorts.
Der Roman wurde für den International IMPAC Dublin Literary Award nominiert.
In der Leserwahl des ZDF im Herbst 2003 zählte der Roman zu den 100 beliebtesten Büchern aller Zeiten.
Unter demselben Titel wurde der Roman unter der Regie von Emily Young verfilmt und kam 2010 in die Kinos. Die Rolle der „Veronika“ übernahm die US-amerikanische Schauspielerin Sarah Michelle Gellar. In dem Film wird der Schauplatz nach New York verlegt und der Name des Klinikleiters in Dr. Blake geändert.
Das gleichnamige deutschsprachige Theaterstück (Drehbuch: Hakon Hirzenberger) feierte 2006 in Potsdam Premiere.
Die dänische Doom-Metal-Band Saturnus veröffentlichte 2006 das Album Veronica Decides To Die, welches durch Coelhos Roman inspiriert wurde.
Das 2010 erschienene Lied Saint Veronika der kanadischen Rockband Billy Talent basiert inhaltlich auf dem Roman.